# Heliobolus
Heliobolus is een geslacht van hagedissen uit de familie echte hagedissen (Lacertidae).

## Naam en indeling
De wetenschappelijke naam van de groep werd voor het eerst voorgesteld door Leopold Fitzinger in 1843. Veel soorten werden vroeger tot de geslachten Eremias, Lacerta en het niet langer erkende Mesalina gerekend.

## Uiterlijke kenmerken
De hagedissen hebben een gedrongen lichaam en stompe kop. De soort Heliobolus lugubris imiteert oneetbare keversoorten door een zwarte kleur en witte vlekken. Er is weinig bekend over de biologie van de soorten.

## Verspreiding en habitat
De verschillende soorten leven in grote delen van het zuiden en midden van Afrika. De hagedissen leven in de landen Angola, Benin, Botswana, Burkina Faso, Centraal-Afrikaanse Republiek, Congo-Kinshasa, Ethiopië, Guinee, Ivoorkust, Kameroen, Kenia, Mozambique, Namibië, Niger, Nigeria, Oeganda, Soedan, Somalië, Tanzania, Togo, Tsjaad, Zimbabwe en Zuid-Afrika.
De habitat bestaat uit droge omgevingen.

## Soorten
Het geslacht omvat de volgende soorten, met de auteur en het verspreidingsgebied.
| Naam                | Auteur        | Verspreidingsgebied |
| ------------------- | ------------- | --- |
| Heliobolus lugubris | Smith, 1838   | Angola, Botswana, Mozambique, Namibië, Zimbabwe, Zuid-Afrika                                                                           |
| Heliobolus neumanni | Tornier, 1905 | Ethiopië, Kenia, Tanzania |
| Heliobolus nitidus  | Günther, 1872 | Benin, Burkina Faso, Centraal-Afrikaanse Republiek, Congo-Kinshasa, Guinee, Ivoorkust, Kameroen, Niger, Nigeria, Oeganda, Togo, Tsjaad |
| Heliobolus spekii   | Günther, 1872 | Ethiopië, Kenia, Soedan, Somalië, Tanzania                                                                                             |